# Uttse Tjålmere
Uttse Tjålmere är en sjö i Storumans kommun i Lappland och ingår i Umeälvens huvudavrinningsområde.